# Temnostoma barberi
Temnostoma barberi är en tvåvingeart som beskrevs av Charles Howard Curran 1939. Temnostoma barberi ingår i släktet tigerblomflugor, och familjen blomflugor. Inga underarter finns listade i Catalogue of Life.